# Khamphanh
Khamphanh (ur. 15 czerwca 1961) – laotański strzelec, olimpijczyk. 
Brał udział w Letnich Igrzyskach Olimpijskich 1980 jako jeden z sześciu reprezentantów Laosu w strzelectwie. Startował jedynie w konkurencji pistoletu szybkostrzelnego z odl. 25 m, w której zajął ostatnie, 40. miejsce (został sklasyfikowany m.in. za swoim rodakiem Khamsingiem). Do zwycięzcy Khamphanh stracił prawie 150 punktów.

## Wyniki olimpijskie
| Igrzyska | Konkurencja                   | Wynik                | Miejsce    | Źródło |
| -------- | ----------------------------- | -------------------- | ---------- | ------ |
| IO 1980  | Pistolet szybkostrzelny, 25 m | 453 punkty (243-210) | 40 (na 40) | [ 1 ]  |